# Oğuz Rayonu
Oğuz Rayonu är ett distrikt i Azerbajdzjan. Oğuz är centralort i distriktet.